# Ligne 67 (Infrabel)
La ligne 67 était une ligne ferroviaire belge du réseau de la Société nationale des chemins de fer belges (SNCB). Longue d'environ 12 kilomètres, elle reliait la ville de Comines au point frontière du Touquet, se prolongeant en territoire français vers Armentières. Avec la ligne d'Armentières à Houplines, elle constituait une partie de la ligne principale de la Compagnie du chemin de fer d'Ostende à Armentières.

## Historique

### Origine
La ligne est comprise dans la concession, du 23 mai 1864, d'un chemin de fer d'Ostende à la frontière française vers Armentières, avec embranchement de Warneton à Commines, acquise par Désiré-Joseph Marchal (ingénieur civil), domicilié au 3 de la place des Barricades à Bruxelles, et Louis-François-Joseph Herla (inspecteur des contributions directes, douanes et accises, en disponibilité), domicilié au 52 de la rue de la Limite à Saint-Josse-ten-Noode. La Compagnie du chemin de fer d'Ostende à Armentières, société anonyme qu'ils ont créé pour reprendre la concession, est autorisée le 7 juillet 1864.
Le projet initial d'une ligne principale passant par Warneton a été remplacé par celui, moins onéreux, d'utiliser la ligne d'Ypres à Comines construite en 1855 par la Société des chemins de fer de la Flandre-Occidentale. Un accord passé en 1867 entre ces deux compagnies membres de la SGE offre aux trains d'Ostende à Armentières des droits de passage en l'échange d'un partage des recettes sur les trains de marchandises.

### Inauguration
Intégrée en 1867 à la Société générale d'exploitation de chemins de fer (SGE), à laquelle elle apporte son réseau en construction, la compagnie inaugure la ligne de Comines à Warneton et Armentières le 1er novembre 1870. La ligne d'Armentières à Houplines entre en service le même jour.
Partant de la gare FO de Comines, qui est agrandie à cette occasion, elle dessert les gares de Warneton et du Touquet, dernière gare belge avant la frontière, pourvue d'installations pour la douane.
Il faudra toutefois attendre l'été 1873 pour que soient mises en service les dernières sections du chemin de fer en direction d'Ostende, sous la forme de la ligne de Thourout à Ypres. L'accord entre les deux compagnies peut pleinement entrer en fonction et les trains parcourent la ligne d'Ostende à Armentières dans son intégralité.

### Nationalisation
Ce qu'il restait de la Société générale d'exploitation est placé en liquidation à la suite de la faillite de Simon Philippart en 1877. Alors que la Compagnie de la Flandre-Occidentale reprend son indépendance, et existera jusqu'en 1907, la Compagnie d'Ostende à Armentières est rachetée par l’État belge en 1880.
La ligne d'Armentières à Houplines est quant à elle rachetée par l’État français. Elle est exploitée par les Chemins de fer du Nord, qui en deviennent finalement propriétaires en 1883.

### Première guerre mondiale
Durant la Première Guerre mondiale, le front de l'Yser coupe de nombreuses voies ferrées de la région ; les Allemands occupant Comines. L'armée britannique construit en 1916 une ligne reliant la ville française de Bailleul au village belge de Messines. Elle est prolongée en 1918 jusqu'à Warneton, longeant ainsi les arrières de la ligne de front. Une partie de cette ligne, entre Nieuwkerke et Warneton, est conservée par les chemins de fer belges jusqu'en 1962 et baptisée ligne 69B (nl).
La région ayant été ravagée par les combats, les bâtiments des gares de la ligne doivent tous être remplacés. Comines, Warneton et Pont-Rouge sont dotés de bâtiments en briques pour les voyageurs tandis que celui du Touquet est une grande bâtisse à l'armature en bois complétée par une halle aux marchandises en briques.

### Déclin et fermeture
En 1937, les trains de voyageurs transfrontaliers sont supprimés. La SNCB maintient une desserte locale entre Comines et Le Touquet jusqu'en 1950. Les trains de marchandises, comprenant des dessertes vers la France, se maintiennent jusqu'en 1988. Les rails sont enlevés en 1991.
Les bâtiments de gare de Warneton et Pont-Rouge ont été conservés comme immeubles privés. Au Touquet, il ne restait plus que la halle des marchandises qui disparaît à son tour en 2001.